# Nicolaas Laurens Burman

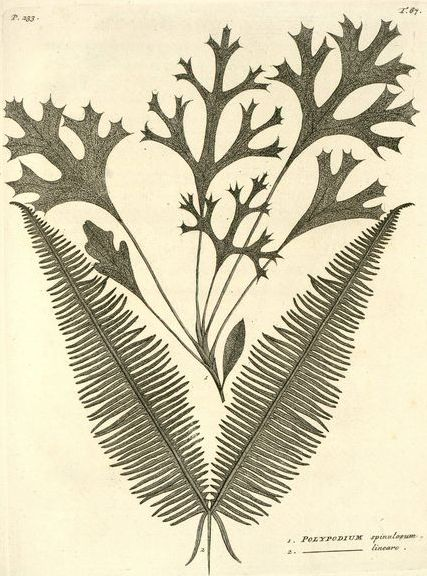
Flora Indica iniciada per Burman i acabada per Johann Gerhard Koenig

Nicolaas Laurens Burman (o Nicolaus) (1734, Amsterdam- 1793) va ser un botànic neerlandès.
Era fill del també botànic Johannes Burman (1707-1780). Va succeir el seu pare a l'Athenaeum Illustre d'Amsterdam i a l'Hortus Botanicus. Va mantenir correspondència amb Linnaeus (1707-1778).

## Obres
- Specimen botanicum de geraniis, quod favente summo numine ex auctoritate magnifici rectoris, Jo. Nic. Seb. Allamand, ... nec non amplissimi senatus academici consensu, & nobilissimae facultatis medicae decreto, pro gradu doctoratus, ... eruditorum examini subjicit Nicolaus Laurentius Burmannus. Leiden 1759 - Disertación con Kasimir Christoph Schmidel
- Flora Indica: cui accedit series zoophytorum Indicorum, nec non prodromus florae Capensis. Amsterdam 1768
- Flora Corsica. In: Nova Acta Physico-Medica Academiae Caesareae Leopoldino-Carolinae Naturae Curiosorum vol. 4, 1770
- Pharmacopoea Amstelodamensis Nova. Amsterdam 1792